# Claudiu Răducanu
Claudiu Nicu Răducanu (Craiova, Rumania, 3 de diciembre de 1976) es un exfutbolista internacional rumano. Jugaba como delantero. 

## Trayectoria
Răducanu debutó en la máxima categoría de la liga rumana con el equipo de su ciudad natal, Electroputere Craiova, el 24 de septiembre de 1994, cuando tenía 17 años. Pero sus mayores éxitos los alcanzó en el Steaua de Bucarest. Con el club de la capital fue campeón de liga la temporada 2000-01 y subcampeón en la 2002-03. Esa campaña fue máximo goleador de la Diviza A, con 21 tantos. Un rendimiento que le abrió las puertas de la liga española, fichando por el RCD Espanyol durante el mercado de invierno de la campaña 2003/04.
El club barcelonés pagó por el jugador 1,3 millones y le hizo un contrato de tres años y medio. Sin embargo, en su primera temporada no logró asentarse en el once titular españolista, a pesar de la ausencia por lesión del delantero titular, Raúl Tamudo. En total, Răducanu disputó once partidos de liga -todos como suplente- y anotó tres goles, algunos de ellos decisivos para sumar seis puntos que, a la postre, permitieron la permanencia de su equipo en Primera.
Pese a todo, una vez finalizada la temporada, la llegada al banquillo de Miguel Ángel Lotina y su condición de extracomunitario facilitaron su salida del club, apenas seis meses después de su fichaje. En junio fue cedido por un año al Arminia Bielefeld. En el club alemán sólo disputó cinco partidos de la Bundesliga, antes de regresar a Barcelona, donde nuevamente fue descartado por Lotina, por lo que finalmente acordó con el club la rescisión de su contrato. Tras quedar libre, regresó a su país, para jugar en el FC Vaslui de la Divizia A y posteriormente el FCM Huşi de la Divizia C.
A partir de 2006, empezó un periplo por el mundo: pasó por el Guangzhou Pharmaceutical FC, de la segunda división china, por el Nea Salamis FC chipiriota y por el Sorrento Calcio, de la Serie C italiana. En 2008 volvió a jugar en la primera división de Rumania con el Universitatea Cluj. Tras descender de categoría, emprendió una nueva aventura en el FK Khazar Lenkoran, de Azerbaiyán.
En mayo de 2009 regresó a su Craiova natal para jugar en la Liga II con el Gaz Metan CFR Craiova. Sin embargo, pocos meses después, en noviembre, decidió volver a probar suerte en España, estableciéndose en Barcelona y fichando por el modesto UE Poble Sec, equipo de Primera Catalana (equivalente a la quinta categoría de la liga española). Apenas jugó dos meses con el equipo blanquiazul, porque en enero de 2010 recibió una oferta para subir dos categorías, fichando por el CF Gavà, equipo de Segunda División B. Pero su flojo rendimiento -un gol en nueve partidos- llevó a los azulgrana, dos meses y medio después de su contratación, a transferirlo al CE Premià, equipo barcelonés de la Tercera División.
En 2012 se retiró del fútbol, siendo la A.D. Torrejón su último equipo.

## Selección nacional
Ha disputado dos partidos internacionales con la selección de Rumania. Debutó el 30 de abril de 2003 ante Lituania y ese mismo año jugó también contra Italia.

## Clubes
| Club                       | País       | Año       |
| -------------------------- | ---------- | --------- |
| CSŞ Craiova                | Rumania    | 1993-1994 |
| Extensiv Craiova (*)       | Rumania    | 1994-2000 |
| FC Steaua Bucarest         | Rumania    | 2000–2003 |
| RCD Espanyol               | España     | 2004-2005 |
| Arminia Bielefeld (cedido) | Alemania   | 2004-2005 |
| FC Vaslui                  | Rumania    | 2005-2006 |
| Guangzhou Pharmaceutical   | China      | 2006      |
| Nea Salamina               | Chipre     | 2007      |
| Sorrento Calcio            | Italia     | 2007      |
| U Cluj                     | Rumania    | 2008      |
| FK Khazar Lankaran         | Azerbaiyán | 2008-2009 |
| UE Poble Sec               | España     | 2009      |
| CF Gavà                    | España     | 2010      |
| CE Premià                  | España     | 2010      |
| Penya Blaugrana Sant Cugat | España     | 2010-2011 |
| A.D. Torrejón              | España     | 2011-2012 |

(*) Hasta 1998 el FC Extensiv Craiova se llamaba Electroputere Craiova.